# アディオ・アモーレ
『アディオ・アモーレ』は、宝塚歌劇団の作品。併演は『ワンダフル・タウン』。はふへ」

## 月組 宝塚大劇場公演
形式名は「ミュージカル・プレイ」。7場。
1967年10月31日から11月30日まで公演があった。

### 解説
※宝塚100年史（舞台編）の宝塚大劇場公演を参考にした。
上流階級の別荘で働くピエーロは盲目の花売り娘のマリーアと知り合う。マリーアの目が見えないのは自分が起こした事故が原因だと知ったピエーロは、治療費を稼ぐため宝石泥棒に加担して姿を消す。数年後、目の治ったマリーアは新人歌手として脚光を浴びていた。

### スタッフ
- 作・演出：高木史朗
- 作曲：中元清純
- 音楽指揮：溝口尭
- 振付：佐々木和夫、鈴木武
- 装置：黒田利邦
- 衣装：任田幾英
- 照明：黒田利邦、山本重信
- 小道具：生島道正
- 効果：村上茂
- 録音：松永浩志
- 演出補：阿古健
- 制作：宮一郎

出典

### 主な出演
- ルチアーノ：美山しぐれ
- スピーナ夫人：恵さかえ
- マリーア：八汐路まり
- ジョセフィナ：笹潤子
- ピエーロ：古城都
- 踊るマリーア：雛とも子
- テレーサ：初風諄
- マルセーラ：大海竜子
- ジョルジュ：水はやみ
- ディエゴ：清はるみ
- レオ：榛名由梨

出典

## 月組 東京宝塚劇場公演
主なスタッフに高木史朗。
1968年3月6日から3月31日まで公演があった。